# داودا كمارا
داودا كمارا (بالفرنسية: Daouda Camara)‏ (مواليد 12 مارس 1994) لاعب كرة قدم غيني يلعب كلاعب وسط .
لعب سابقاً في أندية هافيا الغيني والترجي التونسي وحمام الأنف والملعب القابسي واتحاد بتطاوين ونادي راسينغ بيروت و وقع مع نادي أبها في صيف 2018 .

## روابط خارجية
- داودا كمارا على موقع قاعدة بيانات كرة القدم.إي يو (الإنجليزية)

- داودا كمارا